# NGC 4856
NGC 4856 este o galaxie lenticulară situată în constelația Fecioara. A fost descoperită în 8 februarie 1785 de către William Herschel. Se află la o distanță de 23 de megaparseci de Pământ.